# Анолис Анфилоквио
Анолис Анфилоквио (лат. Anolis anfilioquioi) — вид рептилий из рода анолисы. Обитает в юго-восточной части Кубы.

## Описание
Является маленькой ящерицей (размер тела у самки - 3,9 см, у самца - 4 см). Чешуек между ноздрями и глазам 30-37; чешуек между надглазничными костями 0-1; 2-3 чешуйки между межтеменной и надглазничной полуокружностями; 2-4 постменталии; спина килеватая; брюхо гладкое. Спина обычно каштаново-коричневая; белая полоса, простирающаяся над местом прикрепления передних конечностей и окаймленная сверху более темным краем; небольшое, почти черное пятно на плечах; нет темного пятна за глазным яблоком; задняя сторона бедер каштановая; горло белое; брюхо серое с более темными серыми точками; подгрудок ржаво-оранжевый; радужка коричневая. Живородящая ящерица. Обитает в провинции Гуантанамо, Сабанилья, и городе Баракоа. .